# Чрнець
Чрнець (словен. Črnec) — поселення яке складається зі скупчених хуторів в общині Рибниця, регіон Південно-Східна Словенія, Словенія.